# 극단적 칼뱅주의
극단적 칼뱅주의(Hyper-Calvinism)는 인간이 자신의 영혼구원을 위하여 예수를 믿는 보편적 의무를 부인하는 개신교 신학의 한 부류이다.  일반은총과 특별은총 가운데, 일반은총 즉, 하나님이 인류를 보편적으로 사랑한다는 교리를 부인하는 것이다.  즉, 선택한 사람만 사랑하고, 선택하지 않은 사람 즉 구원받지 못한 사람은 미워한다는 사상이다.  이중예정에 대한 각별한 주의를 요구하는 데, 간혹 칼빈주의가 냉혹한 교리주의자로 보여질 수 있는 단점이 있다.  존 플라벨은 그의 책 그리스도께서 죄인의 마음의 문을 두드리고 계신다는 요한계시록 3:20절의 설교문에서, 하나님의 주권과 사람의 책임감의 조화를 강조하고 있다.
이것은 칼뱅주의의 변형으로 간주되지만 학자들은 전통적인 칼뱅주의 신앙과 구별되는 것을 강조한다.

## 같이 보기
- 칼뱅주의
- 칼뱅주의 이중예정
- 아미라우트주의
- 웨스트보로 침례교회